# Würdenträger der Universität für Bodenkultur Wien
Würdenträger der Universität für Bodenkultur Wien sind Persönlichkeiten, die aufgrund bestimmter Verdienste von der Universität geehrt wurden.

## Kategorien
Die Universität für Bodenkultur Wien ehrt ihre Würdenträger in den folgenden Kategorien:
- Honorarprofessor
- Ehrendoktor
- Träger der Altrektorenkette
- Ehrenringträger
- Ehrensenator
- Ehrenbürger
- Träger der Ehrenmedaille
- Träger der Ehrennadel[1]
- Träger der Erich-von-Tschermak-Seysenegg-Medaille[1]
- Träger der Leopold-Adametz-Plakette[1]